# Sang Froid (entreprise)
Pour les articles homonymes, voir Sang-froid (homonymie).
Sang Froid est une entreprise française de décontamination post-mortem, créée en janvier 2017 par Baptiste Girardet.

## Histoire

### Fondation
L’entreprise est créée en janvier 2017 par Baptiste Girardet à Triel-sur-Seine en France.
Baptiste Girardet décide de créer l’entreprise Sang Froid après onze ans en tant que sapeur-pompier de Paris puis criminalisticien dans lesquels il se rend compte qu’après le retrait de la dépouille, personne n’est capable de proposer un nettoyage des traces laissées par la mort.
En outre, il est fortement affligé par la mort des membres de sa famille et il a dû nettoyer l’habitation dans lequel l’un d'eux a été retrouvé mort depuis plusieurs semaines.
Il décide de s’entourer d’associé tous sapeurs-pompiers et fait le choix de concevoir une équipe consciente et habitué à la vision de scène traumatique de type post-mortem et d’insalubrité.

### 2018
À la suite des inondations qui ont touché la France, Sang Froid est intervenu dans toute la France afin de venir en aide aux sinistrés afin de décontaminer, nettoyer et sécuriser leurs habitations avant qu’ils ne puissent y retourner vivre.

### 2020
Durant la pandémie de Covid-19, l’entreprise intervient dans de nombreuses communes de France afin de désinfecter des bureaux de vote. Puis, ils ont été appelés par certains médias afin de nettoyer des plateaux télé, bureaux ainsi que les régies techniques.
Depuis le début de la crise sanitaire, ils sont intervenus 117 fois.

## Certification
Sang Froid est la seule entreprise titulaire de la certification internationale délivrée par l’IICRC et la Restoration Sciences Academy.

## Récompense
Sang Froid, se verra décerner la Palme Verte par la FEP (Fédération des Entreprises de Propreté et Services Associés) pour sa démarche de développement durable.

### Identité visuelle

Version en noir du logotype
Version en blanc du logotype